# Station Braibant
Station Braibant is een voormalig spoorwegstation in Braibant, een deelgemeente van de stad Ciney.
Het stationsgebouw is van het type 1893 L6 en dateert uit het begin van de 20e eeuw. Het werd in 1967 verkocht aan een particulier. De goederenkoer diende vooral voor de opslag van vlas en suikerbieten.
Sinds de start van het IC/IR-plan in 1984 is het geen NMBS-station meer. De verbinding met Ciney is vervangen door een busdienst.

## Aantal instappende reizigers
De grafiek en tabel geven het gemiddeld aantal instappende reizigers weer op een week-, zater- en zondag.
| Tabel: aantal instappende reizigers station Braibant | Tabel: aantal instappende reizigers station Braibant | Tabel: aantal instappende reizigers station Braibant | Tabel: aantal instappende reizigers station Braibant |
|                                                      | Weekdag                                              | Zaterdag                                             | Zondag                                               |
| ---------------------------------------------------- | ---------------------------------------------------- | ---------------------------------------------------- | ---------------------------------------------------- |
| 1977                                                 | 51                                                   | 14                                                   | 9                                                    |
| 1978                                                 | 33                                                   | 13                                                   | 6                                                    |
| 1979                                                 | 50                                                   | 18                                                   | 7                                                    |
| 1980                                                 | 34                                                   | 19                                                   | 16                                                   |
| 1981                                                 | 27                                                   | 19                                                   | 9                                                    |
| 1982                                                 | 32                                                   | 23                                                   | 9                                                    |
| 1983                                                 | 39                                                   | 13                                                   | 12                                                   |

0,0: Ciney ·
1,9: Halloy ·
3,5: Braibant ·
6,1: Sovet ·
6,9: Senenne ·
8,8: Spontin ·
9,8: Spontin-Sources ·
11,6: Dorinne-Durnal ·
14,2: Purnode ·
16,0: Évrehailles-Bauche ·
18,5: Yvoir-Carrière ·
20,7: Yvoir
0,0: Namen ·
2,1: Jambes-Oost ·
5,0: Dave-Saint-Martin ·
7,8: Naninne ·
10,9: Sart-Bernard ·
14,0: Courrière ·
16,7: Assesse ·
18,3: Florée ·
20,5: Natoye ·
26,4: Braibant ·
29,0: Ciney ·
32,0: Leignon ·
32,9: Chapois ·
39,1: Haversin ·
45,8: Hogne ·
48,9: Aye ·
51,2: Marloie ·
57,6: Rochefort-Jemelle ·
60,0: Forrières ·
62,8: Lesterny ·
65,9: Grupont ·
72,1: Mirwart ·
76,2: Poix-Saint-Hubert ·
80,0: Hatrival ·
89,7: Libramont ·
94,8: Verlaine ·
98,5: Neufchâteau ·
100,4: Hamipré ·
105,0: Cousteumont ·
107,1: Lavaux ·
111,1: Mellier ·
114,8: Marbehan ·
115,9: Rulles ·
118,5: Houdemont ·
121,6: Habay ·
125,8: Hachy ·
128,0: Fouches ·
132,7: Stockem ·
134,0: Viville ·
135,8: Aarlen ·
137,6: Weyler ·
140,3: Autelbas ·
142,6: Barnich ·
145,5: Sterpenich